# Hittbergen
Hittbergen er en kommune i den nordlige centrale del af Landkreis Lüneburg i den tyske delstat Niedersachsen, og byen er en del af Samtgemeinde Scharnebeck i biosfærereservatet Niedersächsische Elbtalaue.

## Geografi
Hittbergen ligger ca. 15 km mod nordøst ud til floden Elben mod nord, og vest for Naturpark Elbufer-Drawehn.
Udover Hittbergen ligger i kommunen landsbyen Barförde.